# Acontia alessandra
Acontia alessandra är en fjärilsart som beskrevs av Smith 1903. Acontia alessandra ingår i släktet Acontia och familjen nattflyn. Inga underarter finns listade i Catalogue of Life.